# Shin Kyuk-ho
Shin Kyuk-ho (nom coréen : 신격호, 辛格浩), né le 4 octobre 1922 à Ulsan (Corée) et mort le 19 janvier 2020 à Séoul (Corée du Sud[réf. nécessaire]), est un entrepreneur nippo-coréen, fondateur et chef du groupe Lotte. Il est aussi connu sous son nom japonais, Takeo Shigemitsu (重光 武雄, しげみつ たけお).

## Biographie
Shin Kyuk-ho est un zainichi coréen. Il crée le groupe Lotte au Japon en juin 1948 et vend tout d'abord du chewing-gum. Ce n'est qu'en 1967, après la normalisation des relations diplomatiques entre la Corée du Sud et le Japon de 1965, qu'il ouvre une filiale en Corée du Sud. Profitant d'une situation favorable à ses investissements, Lotte grandit rapidement dans ce pays et devient l'un des principaux chaebols. Son activité bien que restée centrée sur l'agroalimentaire est très diversifiée. En 2006, il était reconnu comme le 136e homme le plus riche du monde.